# Tokyo Ghoul - Il film
Tokyo Ghoul - Il film (東京喰種?, Tōkyō Gūru) è un film del 2017 diretto da Kentarō Hagiwara.
La pellicola è la trasposizione cinematografica in live-action dell'omonimo manga di Sui Ishida e della serie TV anime di Shuhei Morita e ha per protagonisti gli attori Masataka Kubota, Fumika Shimizu, Yū Aoi,
Nobuyuki Suzuki e Yo Oizumi.

## Trama
Ken Kaneki, giovane ragazzo impacciato amante della lettura, sopravvive a stento all'attaco di un Ghoul, pseudo umani che per sopravvivere devono cibarsi di carne umana; per salvarlo dalle atroci ferite riportate, gli vengono trapiantati gli organi del suo assalitore finendo per trasformarsi in un mezzo-ghoul.
Non potendo più mangiare cibo normale, il ragazzo fatica a rimanere nascosto alla società umana finendo per attirare le attenzioni della CCG (Commissione per le Contromisure ai Ghoul - 喰種対策局, Ghoul Countermeasures Bureau) e compromettendo la sua vita sociale; durante l'uscita con un suo amico d'infanzia, Ken rischia di vomitare il cibo appena mangiato e mette in pericolo la sua vita quando involontariamente si presentano alla porta di un Ghoul incontrato durante la prima notte di caccia. Salvato da morte certa il suo migliore amico, Ken decide di allontanarsi dalla socialità umana e di entrare in quella dei Ghoul, ma per via del suo particolare odore (misto fra umano e Ghoul-femmina) non viene visto di buon occhio neanche da quest'ultima, che lo considera un abominio.
Durante la sua permanenza nella società Ghoul, Kaneki impara che anche queste pseudo-persone vivono una vita incompresa: un misto fra bene e male esattamente come quella umana, costretti a mangiare carne umana per sopravvivere, a volte contro la loro volontà, e perseguitati per via della loro natura; tutto risulta ancora più chiaro quando una donna, per proteggere sua figlia, viene decapitata dal membro anziano della CCG Kureo Mado, un cacciatore temprato da anni di azione sul campo che utilizza le stesse Kagune (赫 子, Lett. bambino splendente), gli organi predatori dei Ghoul, come arma per neutralizzarli.
Deciso a cambiare le cose, convince la cacciatrice del gruppo ad addestrarlo nel combattimento così da vendicare la morte della donna come primo passo; a seguito finalmente inizia lo scontro finale fra i membri della CCG e i Ghoul: l'assassina del gruppo e la figlia della donna assassinata si scontrano con Kureo Mado, mentre Ken contro il suo pupillo Kōtarō Amon, un agente che similmente a Kaneki pensa che il mondo "non giri nel modo corretto" ma a favore del punto di vista degli umani. I Ghoul escono vittoriosi dallo scontro ma poco prima di concludere, Ken si ferma dal dare il colpo di grazia al suo nemico prendendo consapevolezza di ciò che sta per diventare; contrario a suddividere il mondo "solo in bianco e nero" decide di lasciarlo in vita tornando dal suo gruppo di cannibali con l'obiettivo di proteggerli dal mondo esterno ma non di guidarli verso la vittoria assoluta, convinto che un modo per coesistere debba pur esserci. Intanto, Amon trova il corpo senza vita e mutilato di Mado e, non potendo trattenersi, piange sulle spoglie del mentore urlando al cielo.

## Promozione
Il trailer italiano del film è stato pubblicato il 15 dicembre 2017.

## Distribuzione
Il film è stato distribuito nelle sale giapponesi il 29 luglio 2017, mentre in Italia il 6 e il 7 marzo 2018 da Nexo Digital.

### Home media
Funimation ha rilasciato il film in DVD e Blu-ray che includeva l'inglese Doppiato con il doppiatore Austin Tindle, Brina Palencia ha ripreso i loro ruoli di Ken Kaneki e Tōka Kirishima.
Per quanto riguarda l'home video, le uscite in DVD e Blu-ray del film hanno generato vendite per 121.000 dollari negli Stati Uniti.

## Accoglienza

### Incassi
Il film ha incassato 1,1 miliardi di yen (10,02 milioni di dollari) in Giappone. All'estero, ha incassato 71.222 dollari in Australia e Nuova Zelanda, e in Thailandia, per un totale mondiale di 10 milioni di dollari.

### Critica
Il sito web aggregatore di recensioni Rotten Tomatoes ha riferito che l'82% dei critici ha dato al film una recensione positiva basata su 17 recensioni, con una valutazione media di 6,40/10.
Gabriella Ekens di Anime News Network è rimasta colpita dalla cinematografia del film anche se non aveva un budget enorme e ha elogiato Masataka Kubota e altri cast per la loro forte performance. Anche se ha criticato il film per i suoi effetti Kagune. Mark Schilling del Japan Times diede al film 4,5 stelle su 5. Andrew Chan del Film Critics Circle of Australia scrive: "Tokyo Ghoul è uno di quei film in cui il gore sopra le righe e la violenza finiscono per oscurare tutto, dalla trama alle parole significative o persino ai suoi personaggi". Dread Central diede al film tre stelle e mezzo e definì il film "Un adattamento bello ma imperfetto".
Variety ha dichiarato: "Questo adattamento live-action del famoso manga di Sui Ishida sui mostri carnivori probabilmente piacerà ai fan, nonostante alcune imperfezioni tecniche". Il South China Morning Post trovò il film ambizioso, ma sentì che alla fine inciampò dicendo "Il film collassa in una serie di stalli convenzionali tra personaggi opposti che lottano tanto con le proprie identità quanto con i loro conflitti reciproci. Per circa un'ora, tuttavia, Tokyo Ghoul ha offerto qualcosa di speciale". Film School Rejects ha dichiarato: "Sembra un film progettato per i nuovi arrivati, ma alla fine non riesce a lasciare gli spettatori affamati di più".

## Riconoscimenti
Tokyo Ghoul ha vinto l'Excellence Award nella categoria Live-Action Theatrical Film ed è stato candidato per la categoria Best Award ai VFX-Japan Awards 2018.

## Sequel
Il 22 settembre 2018 viene confermato il via libera per lo sviluppo di un film sequel di Tokyo Ghoul con uscita prevista per il 2019. Il 10 aprile 2019, è stato rivelato che il titolo del film sarebbe stato Tokyo Ghoul S, il quale è uscito il 19 luglio 2019. Maika Yamamoto sostituisce Fumika Shimizu nel ruolo di Tōka Kirishima, e Shōta Matsuda si unirà al cast come Shū Tsukiyama.